# Qarah Kīleh
Qarah Kīleh (persiska: قره كيله, Qareh Kīleh) är en ort i Iran.   Den ligger i provinsen Golestan, i den norra delen av landet, 280 km nordost om huvudstaden Teheran. Antalet invånare är 851.
Terrängen runt Qarah Kīleh är mycket platt. Runt Qarah Kīleh är det ganska tätbefolkat, med 86 invånare per kvadratkilometer. Närmaste större samhälle är Gomīshān, 7,6 km norr om Qarah Kīleh. Trakten runt Qarah Kīleh består till största delen av jordbruksmark.